# Eublaberus variegata
Eublaberus variegata är en kackerlacksart som beskrevs av Rocha e Silva 1972. Eublaberus variegata ingår i släktet Eublaberus och familjen jättekackerlackor. Inga underarter finns listade i Catalogue of Life.